# جويس هارينجتون
جويس هارينجتون (بالإنجليزية: Joyce Harrington)‏‏ (نوفمبر 1932 في جيرسي سيتي - 2011 ) كاتِبة، وروائية من الولايات المتحدة.

## الجوائز
- جائزة إدغار